# 山口紗弥
山口 紗弥（やまぐち さや ）は、日本のアイドル、歌手、ダンサー。

## 略歴
- 元Pimm's。
- 2021年3月、AKIARIMに加入。ツアーワンマン初日（アンコール）にて登場。
- 2024年7月、MAZE (アイドルグループ)に加入。

## ユニット
- Pimm's
- AKIARIM（2021年3月 - ） - AKIARIMの項を参照
- MAZE（2024年4月 - ） - MAZE (アイドルグループ)の項を参照